# Аксайський сільський округ (Амангельдинський район)
Акса́йський сільський округ (каз. Ақсай ауылдық округі, рос. Аксайский сельский округ) — адміністративна одиниця у складі Амангельдинського району Костанайської області Казахстану. Адміністративний центр — село Аксай.
Населення — 349 осіб (2021; 459 у 2009, 699 у 1999, 1356 у 1989).
Станом на 1989 рік існувала Буйректальська сільська рада (село Аксай) у складі Наурзумського району.